# Laurent Lassagne
Laurent Lassagne, né le 6 septembre 1965 à Talence, est un footballeur français. 
Au poste de défenseur, il dispute plus de 100 matchs de première division du championnat de France, qu'il remporte en 1985 et 1987 avec les Girondins de Bordeaux.

## Biographie
Formé aux Girondins de Bordeaux, Lassagne y fait ses débuts en équipe première lors de la saison 1984-1985. Il reste quatre saisons à Bordeaux, avec lequel il remporte le championnat de France en 1984-1985 et 1986-1987 ainsi que la Coupe de France 1985-1986 (il ne joue par contre pas la finale l'année suivante), sans jamais cependant s'imposer comme titulaire à part entière.
En 1988, il signe à l'Olympique lyonnais, un club ambitieux de Division 2, promu en fin de saison grâce à sa première place du groupe B. Lassagne connaît alors trois nouvelles saisons dans l'élite, où il participe en moyenne à une vingtaine de rencontres. Non conservé, il signe en 1992 à l'Amiens SC, promu en D2. En fin de saison, le championnat passe de 36 à 22 équipes : Amiens est premier relégable et Lassagne arrête là sa carrière.

## Palmarès
- Champion de France en 1985 et 1986 avec les Girondins de Bordeaux
- Champion de France de D2 en 1989 avec l’Olympique lyonnais
- Vainqueur de la Coupe de France en 1986 avec les Girondins de Bordeaux